# 3-Chlorbutan-2-on
3-Chlorbutan-2-on ist ein chloriertes Keton, es kann als chloriertes und methyliertes Derivat des Acetons verstanden werden. 3-Chlorbutan-2-on besitzt ein Stereozentrum, so dass zwei Enantiomere vorhanden sind: (R)- und (S)-Form.

## Darstellung
3-Chlorbutan-2-on kann beispielsweise durch eine Chlorierung von Methylvinylketon durch Chlorwasserstoff gewonnen werden: